# 拉脫維亞體育
多種體育項目在拉脫維亞都十分流行。足球是拉脫維亞第一次獨立時期（1918年至1940年）期間最流行的體育項目。2004年，拉脫維亞參加了歐洲足球錦標賽決賽圈的賽事，這是拉脫維亞首次參加歐洲足球錦標賽。冰球是拉脫維亞最流行的體育項目，拉脫維亞也有自己的冰球聯賽。拉脫維亞自蘇聯獨立之後，拉脫維亞冰球隊重新以獨立國家身份參與世界的冰球賽事。2006年世界冰球錦標賽在拉脫維亞進行。籃球則是拉脫維亞第二受歡迎的體育運動。此外，拉脫維亞在田徑、網球等項目也有實力。

## 外部連結
- Latvian Basketball Association （页面存档备份，存于）
- Latvian Football Federation （页面存档备份，存于）
- Latvian Ice Hockey Federation （页面存档备份，存于）